# Hi-Fi Centar
Hi-Fi Centar је издавачка кућа из Београда.
Компанија је основана 1987. под називом Аудио Клуб Центар, и била је музичка продавница. Године 1993. компанија мијења име и почиње се бавити издаваштвом. Током деведесетих година су издали албуме Атеист репа, Бијелог дугмета, Парног ваљка, Прљавог казалишта, Ју групе, и других, а почетком 21. вијека издали су албуме музичара из самог врха српског рока као што су Ђорђе Балашевић, Ван Гог, Рибља чорба, Неверне бебе, Партибрејкерс...